# Cyamops imitatus
Cyamops imitatus är en tvåvingeart som beskrevs av Sturtevant 1954. Cyamops imitatus ingår i släktet Cyamops och familjen savflugor. Inga underarter finns listade i Catalogue of Life.